# Neneca
Neneca, właśc. Anderson Soares da Silva (ur. 11 września 1980) – brazylijski piłkarz występujący na pozycji bramkarza. Były zawodnik Pogoni Szczecin.
Neneca karierę piłkarską rozpoczął w klubie União São João Esporte Clube, by następnie bronić w AA Flamengo de Guarulhos, Nacional AC São Paulo i União Agrícola Barbarense FC de Santa Bárbara d'Oeste. W okresie przygotowawczym do rundy wiosennej sezonu 2005/2006 został zatrudniony w Pogoni Szczecin. W barwach Granatowo-bordowych zadebiutował w meczu przeciwko Amice Wronki (0:3) rozegranym w Szczecinie 11 marca 2006 roku.